# Kraftwerke Vorderrhein
Die Kraftwerke Vorderrhein AG, abgekürzt KVR, rätoromanisch Ovras Electrica Reinanteriur SA, abgekürzt ORA, ist eine Produzentin und Verteilerin von elektrischer Energie mit Sitz in Disentis/Mustér im Schweizer Kanton Graubünden. Hauptaktionär der KVR ist die Axpo AG mit 81,5 % Anteil am Aktienkapital.
Die zwischen 1962 und 1968 erstellten Anlagen der KVR umfassen Speicherseen und Kraftwerkszentralen im Vorderrheintal – zum Einzugsgebiet gehören entsprechend der Vorderrhein und seine Nebenflüsse.

## Anlagen
- Lai da Nalps mit Bogenstaumauer Nalps (1962)
- Lai da Curnera mit Bogenstaumauer Curnera (1966)
- Lai da Sontga Maria mit Bogenstaumauer Santa Maria (1968)

| Kraftwerk Sedrun |

| Kraftwerk Tavanasa |

Das gesamte Einzugsgebiet der Anlagen beträgt 316 km², die drei Stauseen fassen zusammen rund 152 Mio. m³. Der Nutzinhalt der drei Seen wird auf zwei Kraftwerksstufen in den Kraftwerkszentralen Sedrun (701652 / 170207) und Tavanasa (722876 / 179028) genutzt. Das letztgenannte Kraftwerk wurde von der HOVAG übernommen.
Im Kraftwerk Sedrun sind drei horizontalachsige Peltonturbinen à 50 MW Leistung installiert. Das abgearbeitete Wasser wird im Ausgleichsbecken Runcahez (1961) (716974 / 171056) zwischengespeichert und im Kraftwerk Tavanasa weitergenutzt. In letzterem sind vier horizontalachsige Peltonturbinen à 45 MW Leistung installiert. Nach der Kraftwerksstufe Tavanasa wird das abgearbeitete Wasser dem Vorderrhein zurückgegeben. Die installierte Gesamtleistung der beiden Kraftwerke beträgt 331 MW.
In der Schaltanlage von Tavanasa beginnen die 380/220-kV-Leitungen nach Disentis–Sedrun und Bonaduz sowie die Vorableitung.